# Gorzyce (Slesia)
Gorzyce è un comune rurale polacco del distretto di Wodzisław Śląski, nel voivodato della Slesia.
Ricopre una superficie di 64,47 km² e nel 2004 contava 19 523 abitanti.
Qui nacque il fisico ed imprenditore Georg Graf von Arco.